# Florida Georgia Line
Florida Georgia Line, abreujat alguna vegada com a FGL, és un duo de música country estatunidenc. Constituït pels vocalistes Tyler Hubbard i Brian Kelley, es va formar el 2010 a Nashville. La formació es feu famosa el 2012 gràcies a la cançó "Cruise" que va sobrepassar dos rècords de venda, essent la primera cançó d'estil country a rebre la certificació de diamant. Aquesta peça, que roman la més famosa de les seves creacions, ha estat pionera i alhora fonamental per la producció d'una nova mena de música country anomenada "bro-country", que barreja elements de country amb música rock i hip-hop.

## Discografia
- Here's to the Good Times (2012)
- Anything Goes (2014)
- Dig Your Roots (2016)
- Can't Say I Ain't Country (2019)
- Life Rolls On (2021)